# The Musical Vampire
Pour plus de détails, voir Fiche technique et Distribution.
The Musical Vampire (音樂殭屍, Yam lok geung si) est une comédie d'horreur hongkongaise réalisée par Wilson Tong et Fung Hak-on et sortie en 1992 à Hong Kong. C'est un film dérivé de Mr. Vampire (1985) avec toujours Lam Ching-ying dans le rôle du prêtre taoïste.

## Synopsis
Un scientifique fou réanime un cadavre et le transforme en jiangshi (sorte de zombie bondissant). La créature ne peut être contrôlée que par des commandes musicales. Un prêtre taoïste (Lam Ching-ying) et ses deux assistants doivent l'arrêter avant qu'elle ne ravage la région.

## Fiche technique
- Titre original : 音樂殭屍
- Titre international : The Musical Vampire
- Réalisation : Wilson Tong et Fung Hak-on
- Scénario : Wilson Tong
- Photographie : Mok Chak-yan
- Montage : Cheung Kwok-kuen
- Production : Wilson Tong
- Société de production : Miao Wei Investment Company et Wai Shing Film
- Société de distribution : Mei Ah Laser Disc
- Pays d'origine :  Hong Kong
- Langue : cantonais
- Genre : comédie d'horreur
- Durée : 90 minutes
- Date de sortie :
  -  Taïwan : 7 mars 1992
  -  Corée du Sud : 15 août 1992
  -  Hong Kong : 4 septembre 1992

## Distribution
- Lam Ching-ying : le prêtre taoïste
- Loletta Lee : Chu-Chu
- Dickson Lee : Ah Hoo
- Stanley Fung : le maître
- Charlie Cho (en) : le capitaine Tsao
- Xiong Xin-xin	: Ah Keung
- Tai Bo : Petit Trois
- Wong Chi-keung : le jiangshi
- James M. Crockett : le scientifique étranger